# Heinrich Rolfing
Heinrich Rolfing (* 18. August 1958 in Alstätte, Gemeinde Ahaus) ist ein deutscher Schauspieler.

## Leben
Rolfing absolvierte von 1982 bis 1986 eine Schauspielausbildung an der Schauspielschule der Hochschule der Künste in Berlin. Während seiner Ausbildung wirkte Rolfing in verschiedenen Hochschulproduktionen mit. Darin spielte er unter anderem Laertes und den Totengräber in Hamlet (1983), den Oberinspektor in Glaube Liebe Hoffnung (1984) und die Titelrolle in Marat/Sade (1986). 
Rolfing hatte Theaterengagements in Berlin, New York, Münster und Leipzig. Häufig wirkte er bei Produktionen freier Theaterensembles, bei Performances (Theater, szenische Lesung, Monodrama) und Theaterprojekten mit Improvisationscharakter mit. Mehrfach war Rolfing bei Theaterprojektion in der Doppelfunktion als Schauspieler und Regisseur tätig.
Er spielte unter anderem am Theater im Zimmer Berlin (1988, als Jan in Der gute Gott von Manhattan), mehrfach am Theater Zerbrochene Fenster in Berlin (1998 als Slim in Von Mäusen und Menschen; 2006 als Offizier in einer Bühnenfassung des Romans Briefe der Liebe von Maria Nurowska), am Nada Theatre in New York (1994, Performance Faust on the Reeperbahn), am Theater im Pumpenhaus in Münster/Westf. (1995) und am Theater zum westlichen Stadthirschen in Berlin. Dort trat er unter anderem 1997 als Adjutant/Pfarrer/Offizier in einer Bühnenfassung des Romans Das große Heft, als Erzähler in Meine Freunde von Emmanuel Bove und 2000 als Cotrone in Die Riesen vom Berge.      
Rolfing übernahm seit Anfang der 1990er Jahre auch Filmrollen in Kinofilmen und Fernsehserien. In der Filmkomödie Superstau (1991) verkörperte er den Altrocker Lars. In der Filmsatire Kein Pardon (1993) spielte er unter der Regie von Hape Kerkeling den Aufnahmeleiter Herbert. 
Er hatte Episodenhauptrollen und Nebenrollen in verschiedenen Fernsehserien, unter anderem in Alphateam – Die Lebensretter im OP (1996, als Fuhrunternehmer Bodo Michalowski), in Abschnitt 40 (2003), in SOKO Wismar (2009, als Angler Fiete), Notruf Hafenkante (2009, als Taxifahrer Heinrich Siebold) und zweimal in Unser Charly (1999 als Bioreservatsleiter Gebauer; 2010 als Bildhauer Ferdinand Merk in der Folge Ehrlich währt am längsten) und Im Angesicht des Verbrechens (2010).
2011 war er in der ARD-Fernsehserie Rote Rosen in mehreren Folgen (ab Folge 1121) jeweils in einer Episodenhauptrolle zu sehen. Er verkörperte den Holländer Jan Dieck, den Liebhaber und Ex-Freund der Gärtnereibesitzerin Merle. 2014 verkörperte er diese Rolle im Nebencast, diesmal in über 20 Episoden.  
Rolfing lebt in Berlin.

## Filmographie (Auswahl)
- 1991: Superstau
- 1993: Kein Pardon
- 1996: Alphateam – Die Lebensretter im OP
- 1997: Die Feuerengel (Folge: Unter Druck)
- 1999: Unser Charly
- 2002: Im Visier der Zielfahnder (Folge: Blondinen bevorzugt)
- 2003: Abschnitt 40 (Folge: Straßen der Nacht)
- 2008: SOKO Wismar (Folge: Am hellichten Tag)
- 2009: Notruf Hafenkante (Folge: Die große Versuchung)
- 2010: Unser Charly (Folge: Ehrlich währt am längsten)
- 2010: Im Angesicht des Verbrechens (Folge: Was kostet Berlin?)
- 2010: Atme
- 2011; 2014: Rote Rosen (Fernsehserie, Nebencast als Jan Dieck)
- 2019: Eugen Spanck (Webserie, Serienhauptrolle)
- 2023: Die Q ist ein Tier